# Saccharum giganteum
Saccharum giganteum là một loài thực vật có hoa trong họ Hòa thảo. Loài này được (Walter) Pers. miêu tả khoa học đầu tiên năm 1805.

## Hình ảnh

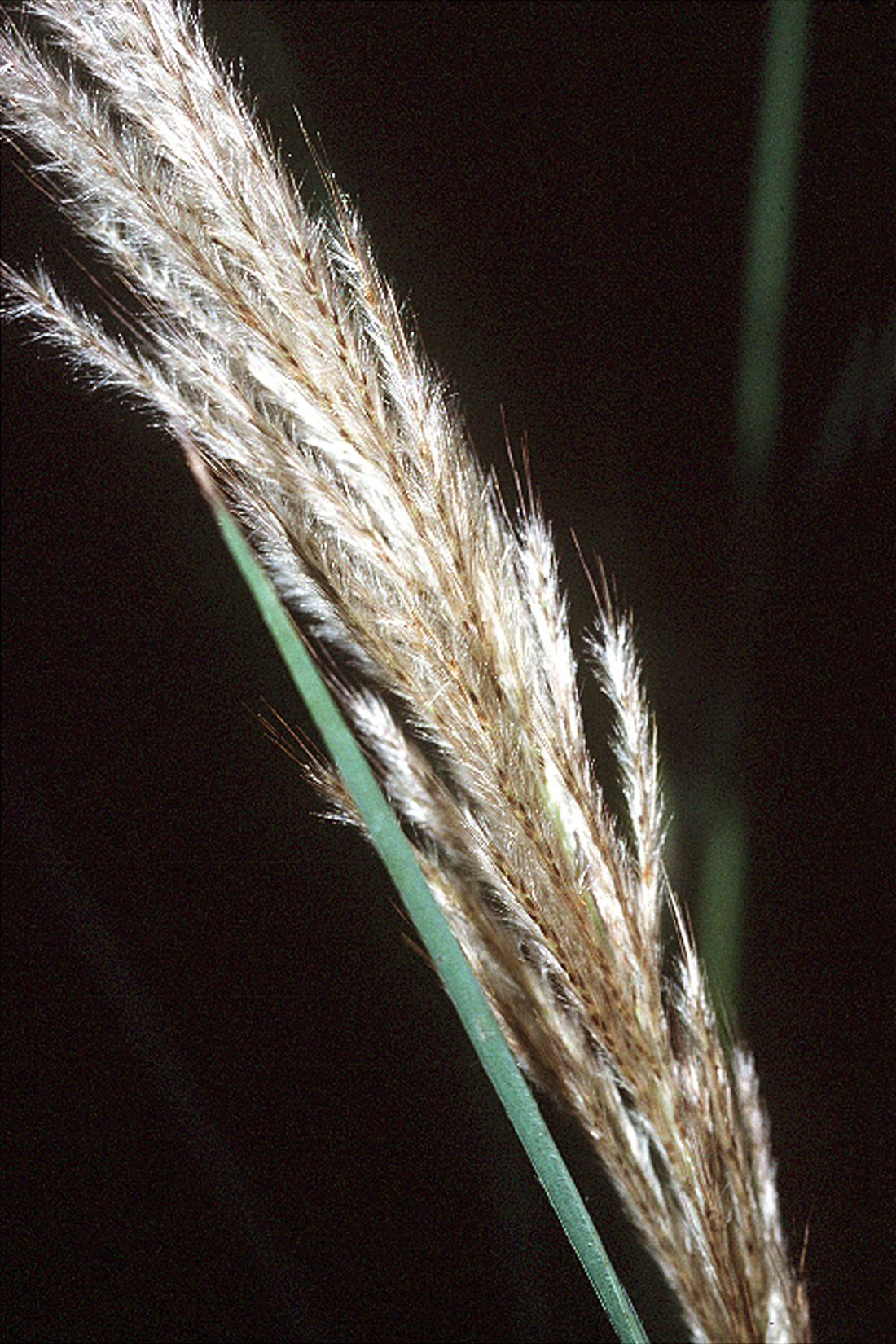